# Siedmiogród
     Siedmiogród historyczny
     traktowane często jako część Siedmiogrodu regiony Marmarosz, Kriszana i Banat

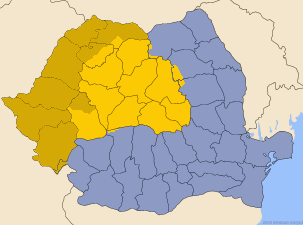
Siedmiogród na mapie administracyjnej Rumunii
Siedmiogród historyczny
traktowane często jako część Siedmiogrodu regiony Marmarosz, Kriszana i Banat

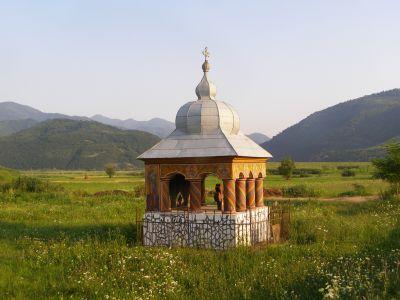
Kapliczka w okolicach Siedmiogrodu

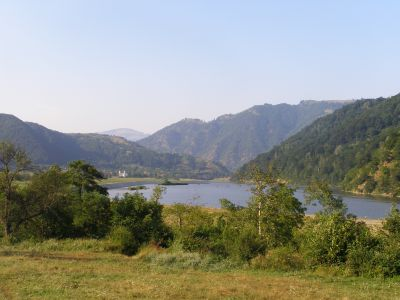
Krajobraz

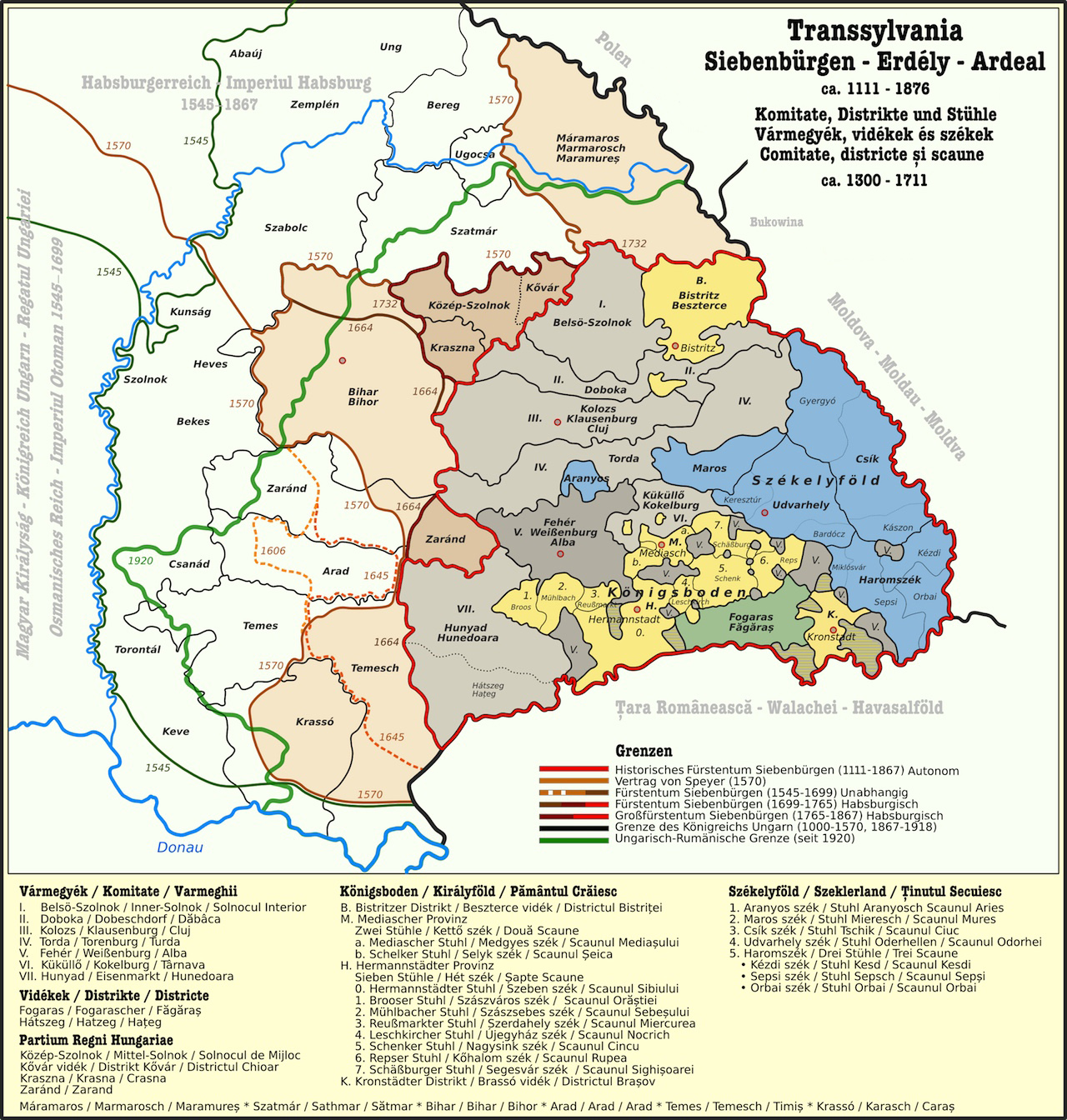
Granice Siedmiogrodu na przestrzeni wieków

Siedmiogród lub Transylwania (rum. Transilvania lub Ardeal, węg. Erdély, niem. Siebenbürgen) – kraina historyczna położona na Wyżynie Siedmiogrodzkiej w centralnej Rumunii. Głównymi miastami są Braszów, Kluż-Napoka, Sybin i Târgu Mureș. Większość ludności stanowią Rumuni, ale zamieszkują ten teren także bardzo liczne mniejszości narodowe, przede wszystkim węgierska, saska (niemiecka), seklerska i romska.

## Etymologia
Polska nazwa Siedmiogród wywodzi się od niemieckiego słowa Siebenbürgen oznaczającego siedem warowni, siedem miast założonych przez niemieckich kolonistów (tj. przez Sasów siedmiogrodzkich) w tym regionie, należącym ówcześnie do Królestwa Węgier: Kronstadt, Schäßburg, Mediasch, Hermannstadt, Mühlbach, Bistritz i Klausenburg. Zdaniem Thomasa Näglera nazwa ta może pochodzić jednak nie od siedmiu miast, ale od siedmiu terenów czy prowincji. Siebenbürgen po raz pierwszy pojawia się w 1296 roku. W średniowieczu występuje też łacińska forma Septem Castra.
Transylwania po raz pierwszy pojawiła się w średniowiecznym dokumencie pisanym łaciną z roku 1075 jako ultra silvam, czyli „za lasem” lub „poza lasem”. Późniejsza wersja Transylvania oznacza „po drugiej stronie lasu”, dosłownie „Zalesie”. Węgierscy historycy są przekonani, że te łacińskie nazwy są tłumaczeniem węgierskiej Erdő-elve.
Węgierska forma Erdély po raz pierwszy pojawiła się w XII wieku w Gesta Hungarorum jako Erdeuleu lub Erdő-elve co oznacza za lasem lub poza lasem.
Nazwa Ardeal w języku rumuńskim po raz pierwszy pojawiła się w dokumencie z 1432 jako Ardeliu. Wcześniej odnotowano formę Ardil oznaczającą kraj (Eretz Ardil) bogaty w złoto i srebro pochodzącą z listu z około 960 napisanego po hebrajsku przez chazarskiego króla Józefa do rabbiego Kordoby Chasdai ibn Shaprut. We współczesnym hebrajskim Ardeal zapisywany jest identycznie jak w owym liście: ארדיל.

## Obszar
Historyczny obszar Siedmiogrodu stanowi obszar Wyżyny Siedmiogrodzkiej zamknięty z wszystkich stron pasmami górskimi Karpat (Wewnętrznych Karpat Wschodnich, Karpat Południowych i Gór Zachodniorumuńskich). Począwszy jednak od traktatu w Trianon (1920), zgodnie z którym do Rumunii przyłączono nie tylko historyczny Siedmiogród, ale także długi pas ziem położonych na zachód od niego (m.in. część Banatu oraz Kriszanę), nazwy Siedmiogród używa się też często w odniesieniu do całego terytorium pomiędzy łukiem Karpat a granicą rumuńsko-węgierską i rumuńsko-serbską. Tereny te w XVI i XVII wieku (nawet wraz z dzisiejszą wschodnią Słowacją) podlegały władzy książąt siedmiogrodzkich, oderwane od Węgier przez Turków, wówczas jednak traktowano je jako osobne terytorium pod nazwą Partium (z łacińskiego słowa „część” – oznaczającą tutaj część „właściwych” Węgier w odróżnieniu od Siedmiogrodu).
Siedmiogród graniczy na zachodzie z Kriszaną i Banatem, na północy z Marmaroszem, na wschodzie z Mołdawią i na południu z Wołoszczyzną.

## Warunki geograficzne
Siedmiogród jest regionem górskim i podgórskim. Pasma górskie znajdują się na granicach wschodniej i południowej. Najwyższe wzniesienia znajdują się na terenie Karpat Południowych (Alp Transylwańskich). Wysokość najwyższych szczytów wynosi ponad 2500 m n.p.m. Na obszarze tym dominują płaskowyże oraz faliste doliny. Na zachodzie znajduje się wielki płaskowyż przełamany licznymi dolinami. W centrum regionu znajdują się łagodne szczyty, często porośnięte lasami. Obszar ten jest uformowany z gliny i piasków. Pod warstwą osadów znajduje się wiele pokładów gazu oraz soli kamiennej.
Klimat jest surowy i suchy. Zimy są chłodne i śnieżne, lata upalne. Wiosny są deszczowe, a jesienie suche.
Siedmiogród leży w dorzeczu Dunaju będącego fragmentem zlewni Morza Czarnego. Większość rzek ma źródła w Karpatach (Marusza).

## Historia

### Starożytność
Pierwsze ślady zamieszkania Siedmiogrodu przez ludzi pochodzą z neolitu. Od III wieku p.n.e. tereny Siedmiogrodu zamieszkiwali Dakowie, którzy prawdopodobnie przybyli z Mołdawii i utworzyli tu silne państwo. W I wieku p.n.e. istniało już państwo dackie, a jego król Burebista angażował się nawet w wewnętrzne sprawy Rzymu. W I wieku n.e. Dakowie ścierali się z Rzymianami na terenach Tracji i Mezji. W 87 roku król Decebal powstrzymał rzymski atak na Dację. Cesarz rzymski Trajan, który wstąpił na tron w 98 roku, postanowił podbić Dację. Podbój przez Rzym nastąpił w latach 101–106, Decebal zginął i utworzono wówczas nową rzymską prowincję Dacja. Prowincja ta zajmowała obszar późniejszego Siedmiogrodu oraz Oltenii, w 118/119 roku wyodrębniono z niej Dację Górną obejmującą dzisiejszy Siedmiogród. Zyski z eksploatacji miejscowych kopalń złota, innych metali oraz soli stanowiły ważne źródło dochodu cesarstwa. Obszar ten, mimo że bogaty, był bardzo niebezpieczny i z tego powodu Rzym musiał utrzymywać na tym terenie znaczne siły wojskowe. W celu poprawy sytuacji w Dacji Rzym ściągnął do prowincji licznych kolonistów. Dodatkowo rozbudowywano infrastrukturę, głównie drogową. Wzdłuż szlaków komunikacyjnych budowano strażnice. Obecność silnej armii oraz dużej liczby kolonistów spowodowała szybką romanizację miejscowej ludności.
Już w połowie II wieku Rzymianie musieli toczyć walki w obronie Dacji. Kryzys cesarstwa i nacisk plemion germańskich spowodowały, że w drugiej połowie III wieku Rzymianie Dację musieli opuścić. Nie wiadomo, co działo się ze zromanizowaną ludnością po wycofaniu rzymskiej armii. Nie wiadomo również dlaczego ziemie te pozostały zromanizowane, mimo że tereny położone na zachód i południe od nich już nie.
Wiadomo, że na przełomie III i IV wieku Dację zamieszkiwali Goci. W drugiej połowie IV wieku w Siedmiogrodzie pojawili się Hunowie, którzy podbili Gotów. Po śmierci Attyli imperium Hunów się rozpadło.

### Średniowiecze
Po bitwie nad rzeką Nedao (454) potęga huńska w tej części Europy uległa załamaniu. W jej wyniku Gepidowie utworzyli swój plemienny i protopaństwowy organizm polityczny. Królestwo Gepidów w Siedmiogrodzie istniało w latach 454-567. W późniejszych czasach Siedmiogród przechodził z rąk do rąk. Przybywali tutaj i zajmowali ten teren Awarowie, Słowianie, Protobułgarzy, a od IX wieku Bułgarzy.
Na przełomie IX i X wieku na te tereny przybyły plemiona węgierskie. Węgrzy podporządkowali sobie Siedmiogród w X wieku i na początku wieku XI. W ten sposób kraina ta została częścią królestwa węgierskiego. Jako region pograniczny, był on obiektem kolonizacji, szczególnie wobec prób zagarnięcia go przez Pieczyngów. Królowie węgierscy osadzali tutaj związanych z Węgrami Seklerów, początkowo w zachodniej części krainy, potem we wschodniej. W XII wieku rozpoczął się napływ kolonistów saskich, którzy na początku XIII wieku stanowili już liczną grupę. Bardzo charakterystycznym elementem dziedzictwa Sasów są wsie z warownymi kościołami, wpisane obecnie na listę światowego dziedzictwa UNESCO. W 1211 roku król węgierski Andrzej II osadził na części ziem siedmiogrodzkich krzyżaków, którzy chcieli stworzyć państwo zakonne. Rycerze zakonni otrzymywali znaczne przywileje, gdyż pomagali Węgrom w kolonizacji słabo zaludnionych obszarów. Szybko jednak król węgierski zaczął się krzyżaków obawiać i doprowadził do ich wygnania w 1225 roku.

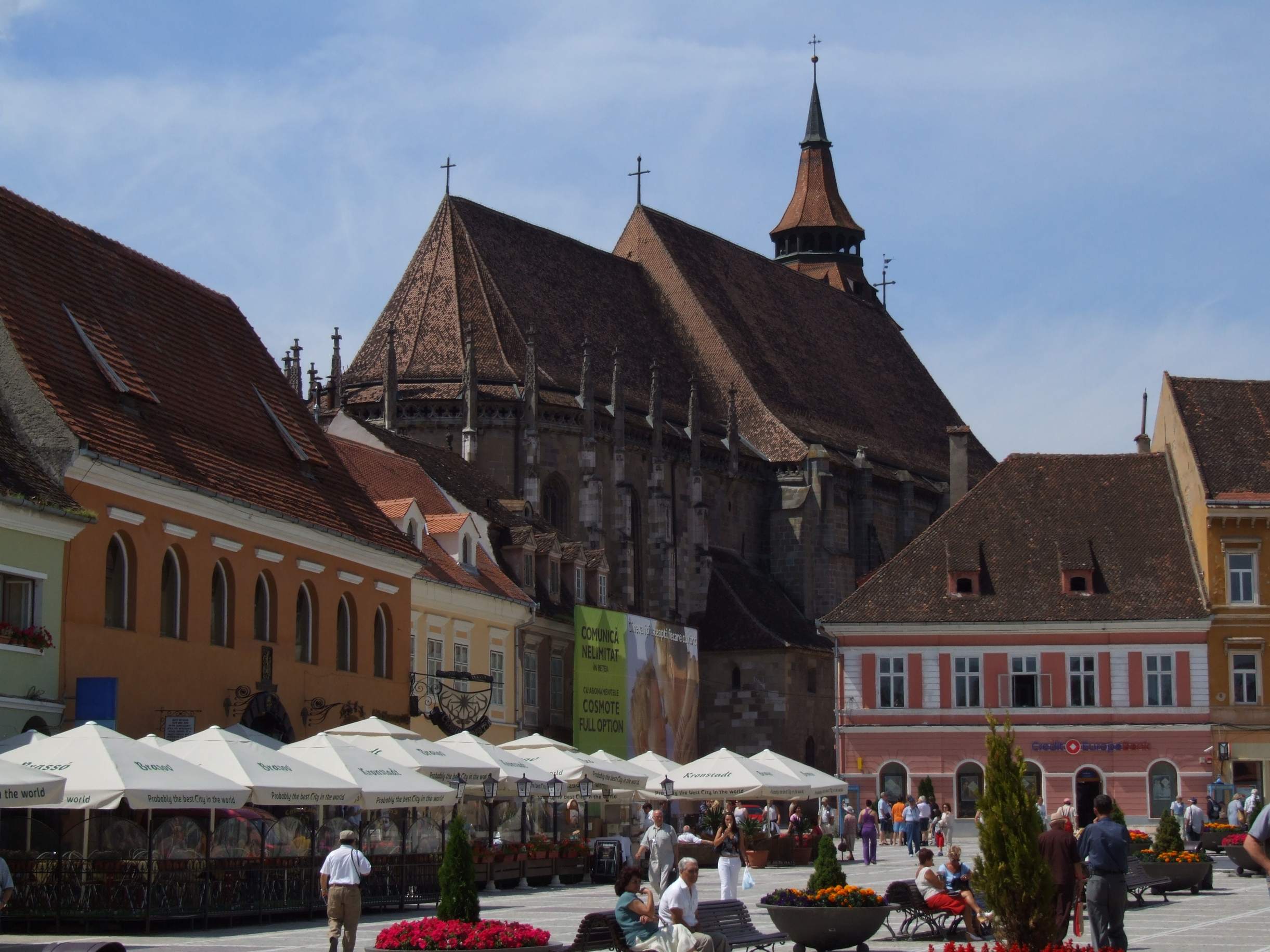
„Czarny Kościół” w Braszowie z XIV–XV w.

W latach 1241–1242 Siedmiogród został zniszczony przez najazd mongolski. Dużą pomoc w odbudowie Siedmiogrodu okazali cystersi, którzy samodzielnie uruchamiali młyny, a także stymulowali rozwój rzemiosła. Odbudowa Siedmiogrodu zintensyfikowała osadnictwo saskie. Sasi, którzy przyjeżdżali do Siedmiogrodu, zaczęli zakładać miasta, z kolei ludność rumuńska (romańska) pozostała głównie ludnością rolniczo-pasterską. W efekcie doszło do etnicznego podziału na stany: szlachta była w dużej mierze węgierska, chłopstwo – rumuńskie, a mieszczanie niemieccy. Od końca XIV wieku napięcie między tymi grupami zaczęło owocować otwartymi konfliktami. Najsilniejszym z nich był bunt chłopów w latach 30. XV wieku.

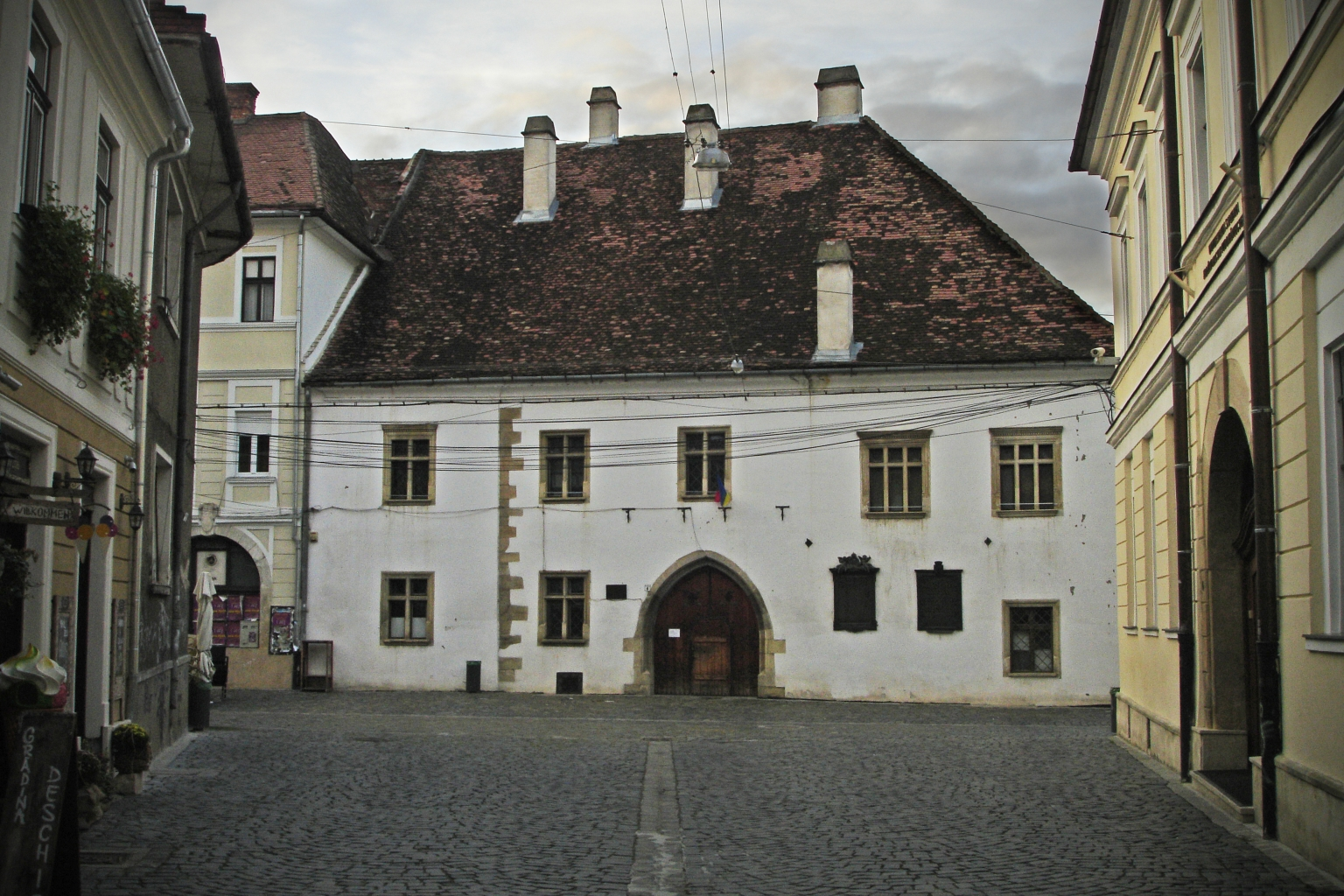
Dom narodzin króla Węgier Macieja Korwina w Klużu-Napoce

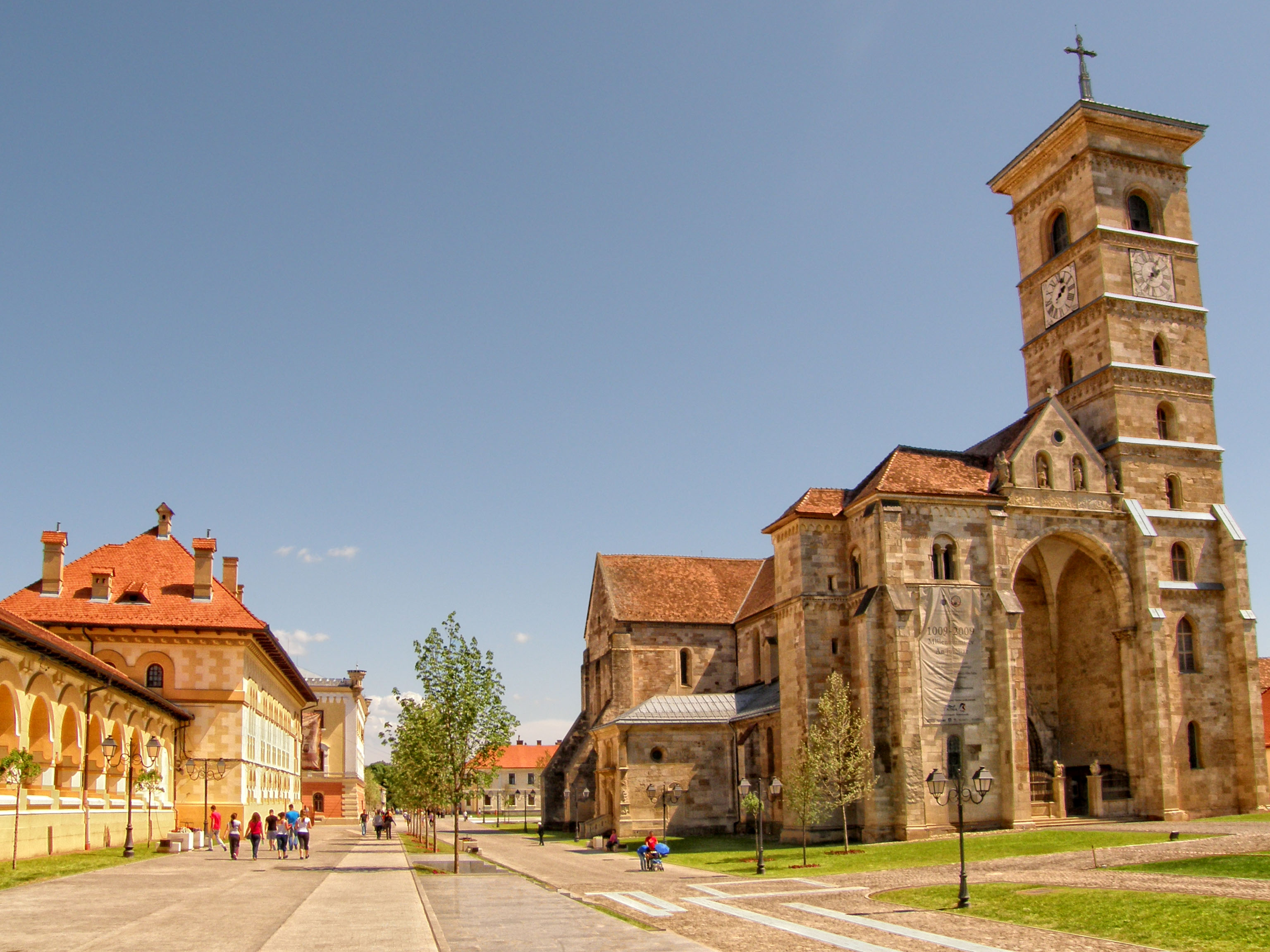
Alba Iulia (węg. Gyulafehérvár) – stolica Wschodniego Królestwa Węgier i Księstwa Siedmiogrodu pomiędzy 1542 a 1692

W pierwszej połowie XVI wieku Węgry zostały rozbite przez Imperium Osmańskie. W 1541 roku Siedmiogród przeszedł pod panowanie tureckie przyjmując status zależnego księstwa. Jedynie polityka wewnętrzna była w dużej mierze niezależna od Turcji. Pod koniec XVI wieku Zygmunt Batory zmienił politykę na antyturecką. Głównym efektem tej polityki było wymordowanie wszystkich Turków mieszkających na terenie księstwa. Z kolei w 1600 roku Siedmiogród znalazł się pod panowaniem Michała Walecznego, jednak utworzona pod jego berłem unia Mołdawii, Wołoszczyzny i Siedmiogrodu okazała się bardzo nietrwała i jeszcze w tym samym roku rozpadła się. Siedmiogród powrócił pod panowanie tureckie, ale zaczynały w nim wzrastać wpływy habsburskie.

### Panowanie Habsburgów
Po bitwie pod Wiedniem Habsburgowie rozpoczęli ofensywę, której skutkiem było podbicie Siedmiogrodu. 10 maja 1688 roku generał Caraffa został mianowany generałem gubernatorem Siedmiogrodu, a pokój w Karłowicach w 1699 roku oficjalnie potwierdził przejęcie przez Austrię zwierzchnictwa nad tymi ziemiami. Na stanowiskach publicznych mogli znajdować się tylko Niemcy, Węgrzy oraz ewentualnie Seklerzy. Ciężka ręka Habsburgów wywołała rychło powstanie Franciszka II Rakoczego, pragnącego usamodzielnienia się Siedmiogrodu. Po kilku latach walk, zostało ono ostatecznie stłumione w 1711 roku. Siedmiogród stał się peryferyjną i bardzo eksploatowaną prowincją monarchii habsburskiej.
Powstanie węgierskie w 1848 spowodowało intensyfikację problemów w monarchii habsburskiej. W Siedmiogrodzie zaczął rodzić się rumuński ruch narodowy. Rumuni chcieli uzyskać dla swojego języka status języka urzędowego na terenie Siedmiogrodu, a także chcieli uniezależnienia od Węgier. Ponadto chcieli reprezentacji w parlamencie proporcjonalnej do struktury narodowościowej. Z powodu niezrealizowania postulatów w październiku 1848 roku w Siedmiogrodzie wybuchła wojna domowa. Dopiero wkroczenie latem 1849 roku armii rosyjskiej położyło kres walkom. Węgrzy zgodzili się na używanie języka rumuńskiego w administracji, sądownictwie i edukacji. W latach 60. XIX wieku wzrosło znaczenie Rumunów w parlamencie, jednakże nadal liczba posiadanych miejsc nie była proporcjonalna do składu etnicznego tych ziem.
Po utworzeniu Austro-Węgier w 1867 roku Siedmiogród stał się częścią Korony św. Stefana. Jeszcze w tym samym roku parlament węgierski cofnął prawa języka rumuńskiego na terenie Siedmiogrodu i mimo znacznego oporu rumuńskich mieszkańców nastąpiła madziaryzacja mniejszości narodowych na Węgrzech. Dotknęła ona również Sasów, którzy zaczęli tracić nabywane od średniowiecza przywileje. W 1878 roku Sasi stracili swoje sejmiki, które stały się tylko stowarzyszeniami. Według spisu powszechnego z 1910 roku w Siedmiogrodzie żyło 5 257 000 ludzi, z czego 53,8% było Rumunami, 28,6% Węgrami, 10,8% Niemcami, a 6,8% zostało spisanych jako "inni".
W okresie I wojny światowej obietnica mocarstw Ententy uzyskania Siedmiogrodu skłoniła króla rumuńskiego Ferdynanda I do wypowiedzenia wojny państwom centralnym. W sierpniu 1916 roku wojska rumuńskie wkroczyły do Siedmiogrodu, jednak kontruderzenie wojsk niemieckich spowodowało załamanie i paniczny odwrót. W wyniku traktatu w Bukareszcie w 1918 roku Rumunia nie tylko nie zdobyła Siedmiogrodu, ale utraciła na rzecz Austro-Węgier kolejne terytoria.

### Okres międzywojenny i II wojna światowa
Klęska państw centralnych i koniec wojny spowodowały, że Rumunia odrzuciła traktat w Bukareszcie i dzięki rozpadowi Austro-Węgier zdołała włączyć Siedmiogród w swe granice. Komitet Rumunów w Austro-Węgrzech zadeklarował przyłączenie terenów zamieszkanych przez większość rumuńską do Rumunii. 1 grudnia 1918 roku Wielkie Zgromadzenie obradujące w Alba Iulii przegłosowało przyjęcie Siedmiogrodu, wraz z Banatem, do Rumunii. 26 lutego 1919 roku w traktacie wersalskim potwierdzono przyłączenie Siedmiogrodu oraz terenów położonych na zachód od niego do Rumunii. Granica rumuńsko-węgierska została ostatecznie ustalona w traktacie z Trianon 4 czerwca 1920 roku.
Objęcie terytorium ze znaczną mniejszością niemiecką oraz węgierską było dla Rumunii problemem. Mniejszości te były znacznie lepiej zorganizowane niż ludność rumuńska. Szczególnym problemem była mniejszość węgierska, gdyż Węgry dążyły do odzyskania tego terenu. W latach 30. rząd rumuński intensywnie scalał te ziemie z Rumunią, między innymi odbierając przywileje mniejszościom i przydzielając ich ziemie etnicznym Rumunom. W międzyczasie zmieniła się jednak sytuacja międzynarodowa. Po pierwszych wielkich sukcesach sprzymierzonych z Węgrami nazistowskich Niemiec w okresie II wojny światowej Rumunia została zmuszona do podpisania 30 sierpnia 1940 roku tzw. drugiego arbitrażu wiedeńskiego. Węgry otrzymały znaczną część Siedmiogrodu, na której rozpoczęto prześladowania Rumunów i Żydów. Tylko od 1 września do 30 października 1940 roku zamordowano 919 Rumunów, a około 70 tysięcy zostało wysłanych do obozów pracy. Sasi siedmiogrodzcy byli przymusowo wcielani do Waffen-SS. We wrześniu 1944 roku na teren Siedmiogrodu wkroczyła armia radziecka.

### Po drugiej wojnie światowej

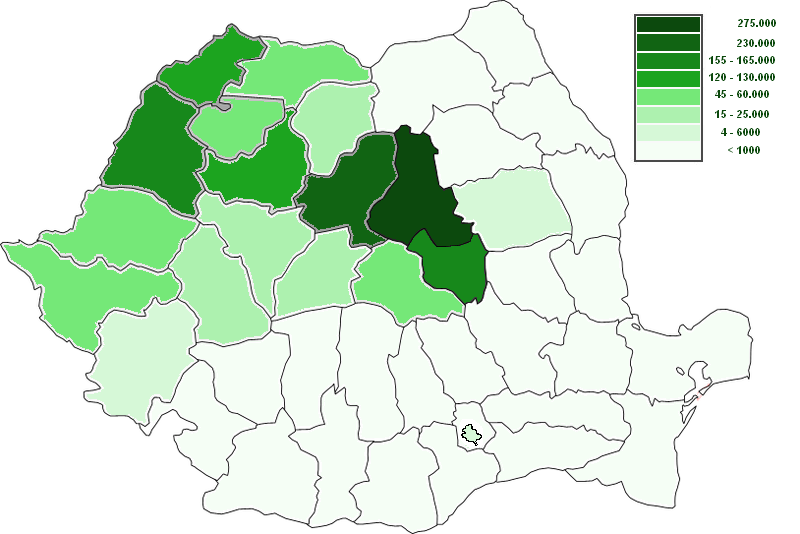
Węgrzy w Rumunii

W roku 1946 Rada Czterech unieważniła arbitraże wiedeńskie, przywracając granice z roku 1938. Oznaczało to powrót Siedmiogrodu do Rumunii. W kwietniu 1946 premier Węgier Ferenc Nagy próbował jeszcze negocjować włączenie chociaż części ziem do Węgier. Ostatecznie granica została wyznaczona przez pokój paryski z 10 lutego 1947 roku.
Rumuńskie władze komunistyczne początkowo okazały tolerancję dla mniejszości narodowych. Między innymi 1 czerwca 1945 roku otwarto węgierskojęzyczny Uniwersytet Bolyaiów w Klużu. Utworzono okręg autonomiczny na terenach zamieszkanych w większości przez Węgrów; język węgierski stał się tam drugim oficjalnym językiem urzędowym. Podczas Rewolucji Węgierskiej w 1956 doszło do demonstracji antyrumuńskich w Mureszu. Spowodowało to napięcie pomiędzy władzami rumuńskimi i węgierskimi, a także stopniowe zniesienie autonomii rejonów zamieszkanych przez Węgrów.
Kłopoty związane ze statusem Węgrów w Rumunii były jednym z elementów, które doprowadziły do wybuchu rewolucji w 1989 roku. Wkrótce po obaleniu rządów komunistycznych doszło do zaostrzenia stosunków węgiersko-rumuńskich. Dopiero mediacja Rady Europy w 1993 roku doprowadziła do poprawy stosunków między tymi krajami oraz do normalizacji statusu mniejszości węgierskiej w Siedmiogrodzie.

## Największe miasta

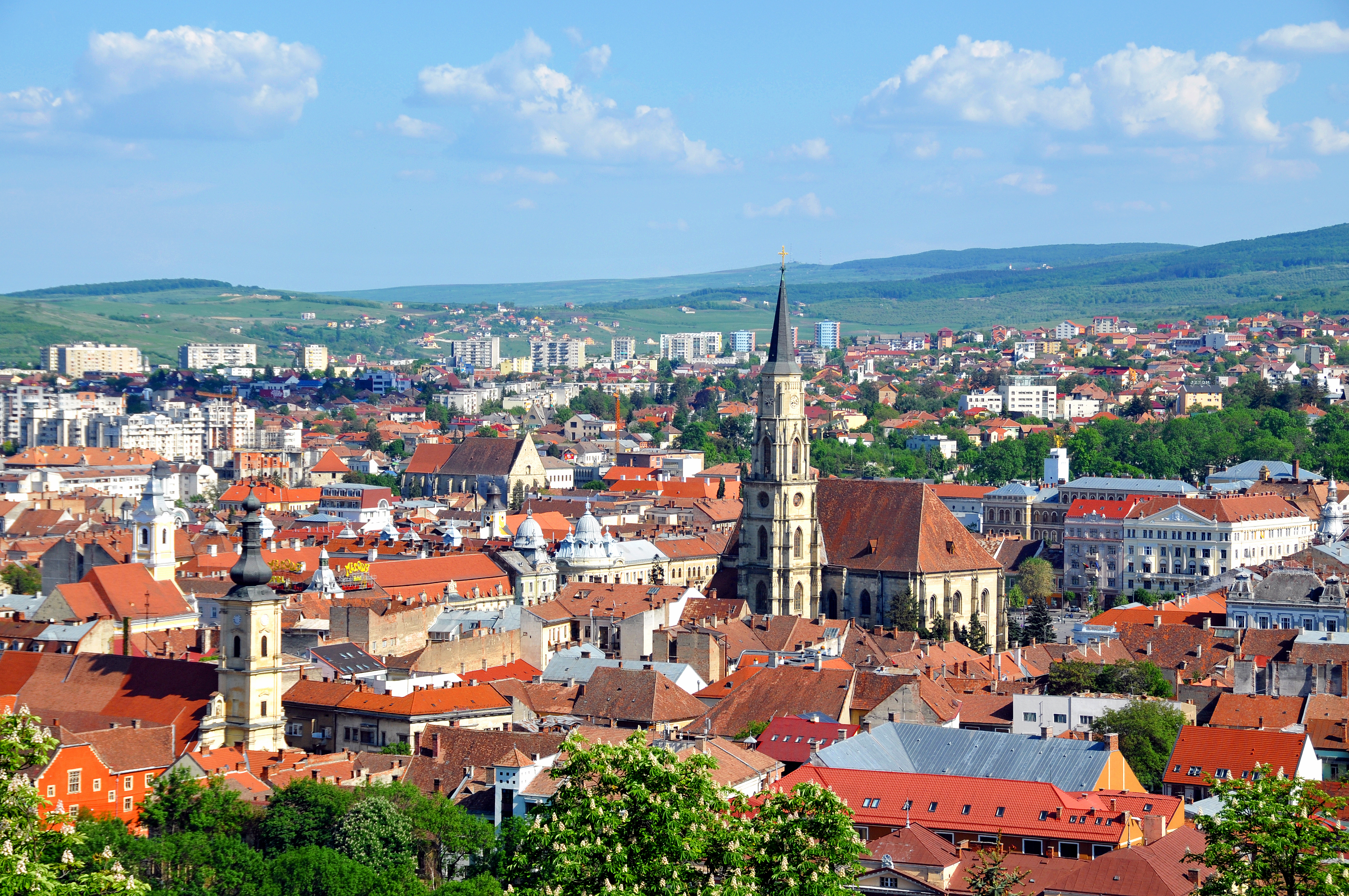
Kluż-Napoka

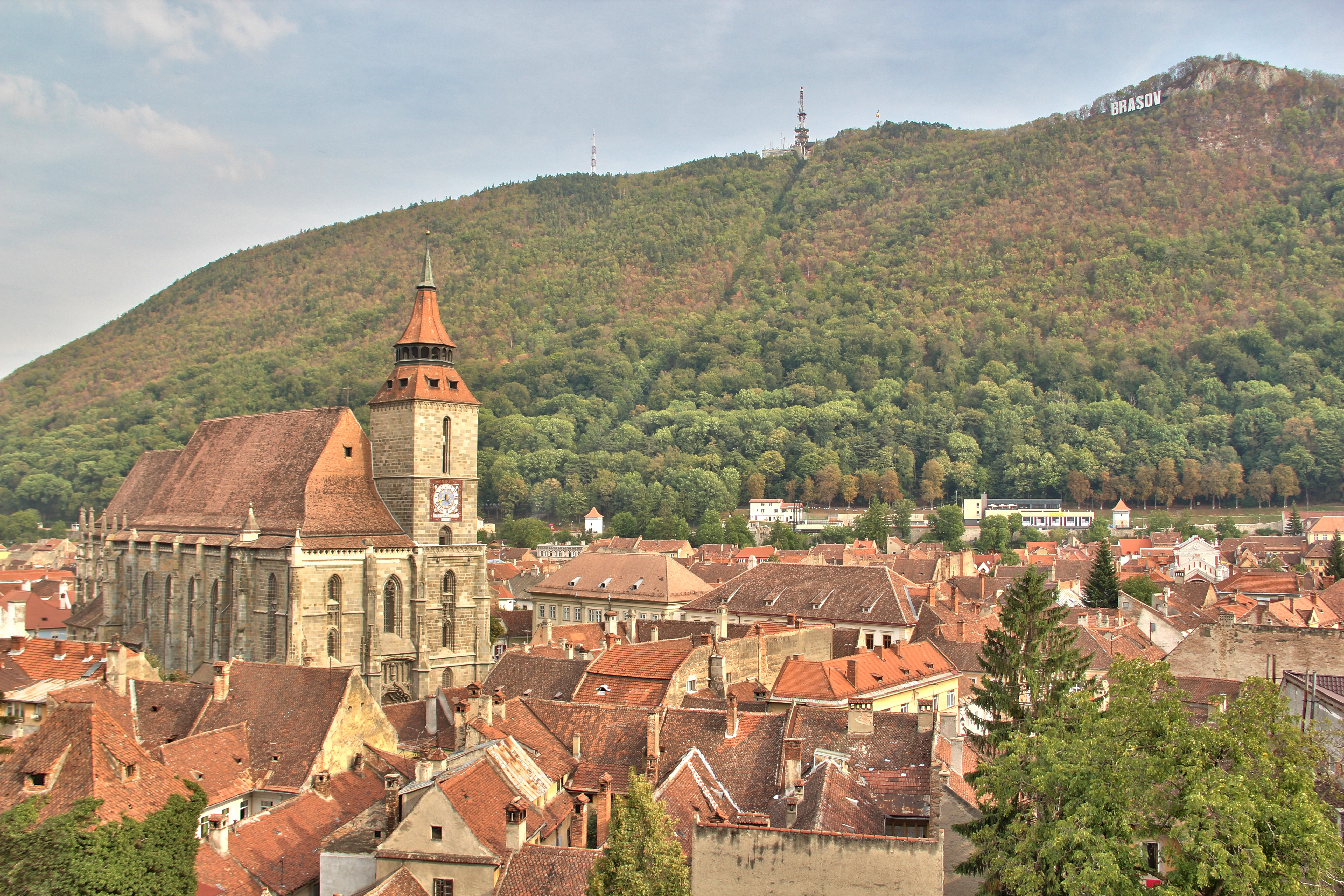
Braszów

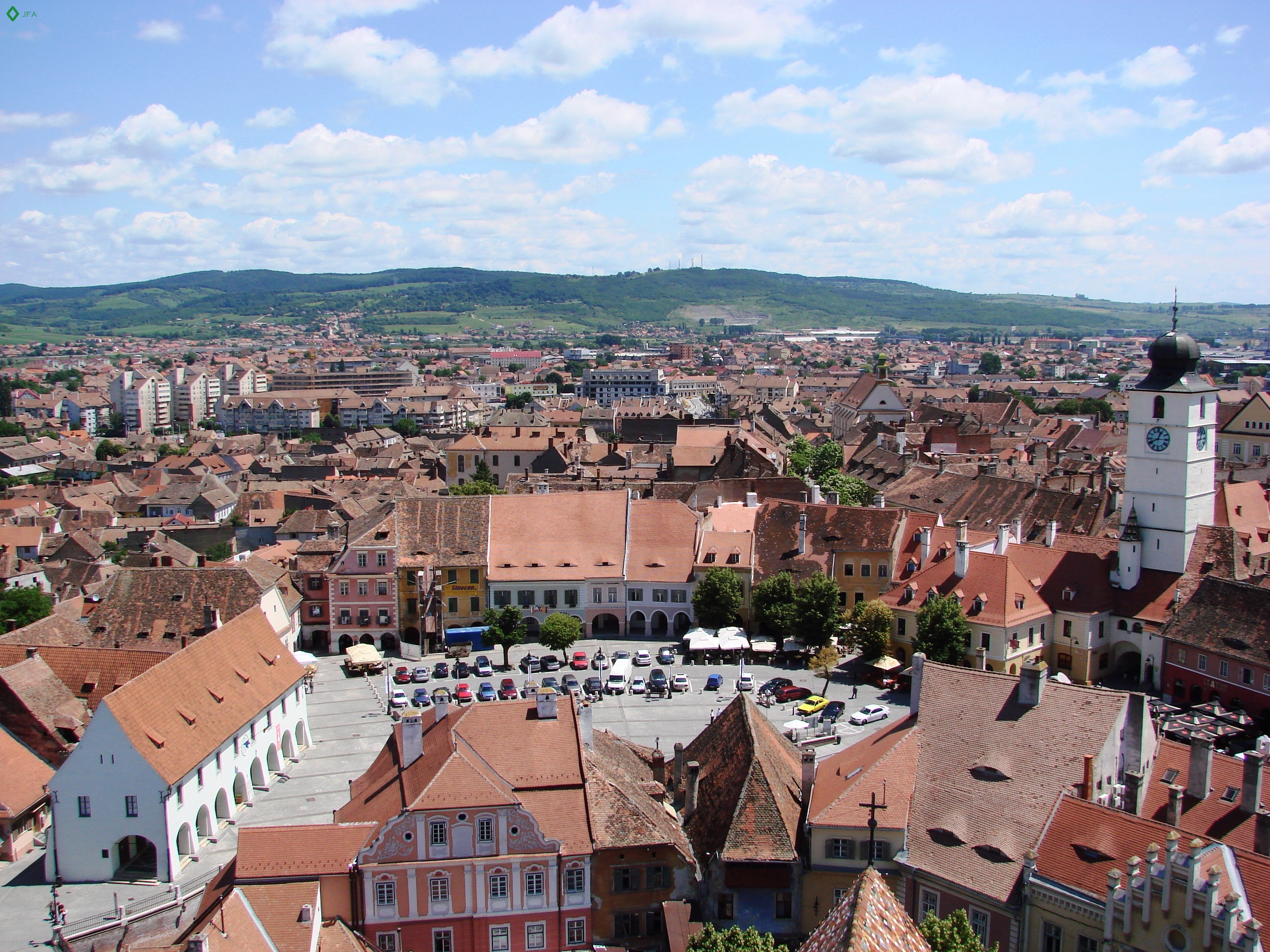
Sybin

Lista największych miast Siedmiogrodu (w granicach historycznych, z wyłączeniem Kriszany, Banatu i Marmaroszu):
|     | miasto            | populacja (2011) |
| --- | ----------------- | ---------------- |
| 1.  | Kluż-Napoka       | 324 576          |
| 2.  | Braszów           | 253 200          |
| 3.  | Sybin             | 147 245          |
| 4.  | Târgu Mureș       | 134 290          |
| 5.  | Bystrzyca         | 75 076           |
| 6.  | Alba Iulia        | 63 536           |
| 7.  | Deva              | 61 123           |
| 8.  | Hunedoara         | 60 525           |
| 9.  | Sfântu Gheorghe   | 56 006           |
| 10. | Turda             | 47 744           |
| 11. | Mediaș            | 47 204           |
| 12. | Miercurea-Ciuc    | 38 966           |
| 13. | Petroszany        | 37 160           |
| 14. | Odorheiu Secuiesc | 34 257           |
| 15. | Dej               | 33 497           |